# Jesse Öst
Jesse Jakob Öst, född 23 oktober 1990 i Jakobstad, är en finländsk fotbollsmålvakt som spelar för HJK Helsingfors i Tipsligan.

## Klubbkarriär
Öst är uppvuxen i Jakobstad. Han blev uppflyttad i FF Jaros A-lag säsongen 2010, men debuterade inte i Tipsligan förrän säsongen 2011. Öst spelade sju matcher från start, samt gjorde ett inhopp under sin debutsäsong. Under säsongen 2012 spelade han även åtta matcher. Till säsongen 2013 blev Öst förstemålvakt i klubben och spelade 32 matcher. Han var förstemålvakt i ytterligare två säsonger och spelade 24 ligamatcher under säsongen 2014 samt 28 ligamatcher under säsongen 2015. Totalt spelade Öst 100 ligamatcher för klubben.
I december 2015 värvades Öst av Degerfors IF, där han skrev på ett tvåårskontrakt. Han tävlingsdebuterade för klubben den 21 februari 2016 i Svenska cupen mot IFK Göteborg (1–1). När kontraktet gick ut skrev han på ett tvåårskontrakt med SJK. I november 2020 förlängde Öst sitt kontrakt i SJK med två år.
Den 4 november 2022 värvades Öst av HJK Helsingfors, där han skrev på ett ettårskontrakt med option på ytterligare ett år. Den 5 november 2023 meddelade HJK Helsingfors att de valde att utnyttja optionen och förlängde kontraktet över säsongen 2024.

## Landslagskarriär
Under 2012 spelade Öst en landskamp för Finlands U21-landslag mot Azerbajdzjan.